# دراسة الكتاب المقدس ESV
دراسة الكتاب المقدس ESV والمختصر بإسم الانجيل او ESVSB، هي دراسة كتاب مقدس نشرته كروسواي. و يتضمن  نص الترجمة النسخة الإنجليزية القياسية، مع ملاحظات الدراسة من منظور «الأرثوذكسية الانجيلية التقليدية، في التيار التاريخي للأصلاح.»

## المساهمون
يعرض الكتاب المقدس لدراسة ESV أعمال «95 باحثًا ومعلمًا مسيحيًا إنجيليًا.»  تحتوي قائمة المساهمين الموجودة في ESVSB على العلماء البارزين التاليين:
- د.كليفورد جون كولينز (أستاذ العهد القديم، معهد لاهوت العهد)
- د. واين أ. جروديم (أستاذ باحث، اللاهوت والدراسات الكتابية، مدرسة فينيكس)
- دكتور جي آي باكر (مجلس المحافظين أستاذ علم اللاهوت، ريجنت كوليدج، فانكوفر، كندا)
- دكتور فيرن شيريدان بوثيرس (أستاذ تفسير العهد الجديد، معهد وستمنستر اللاهوتي؛ محرر، مجلة وستمنستر اللاهوتية)
- د.توماس ر. شراينر (أستاذ تفسير العهد الجديد، المدرسة اللاهوتية المعمدانية الجنوبية)
- الدكتور جوردون وينهام (مدرس العهد القديم في كلية ترينيتي، بريستول؛ أستاذ فخري للعهد القديم، جامعة غلوستيرشير)[8][9]

## استقبال

### الاداء التجاري
نشرت دراسة الكتاب المقدس لأول مرة في أكتوبر 2008، بعد أن تم دعمه بحملة بقيمة مليون دولار. ثم تم بيع الطبعة الأولى من دراسة الكتاب المقدس، والتي تتكون من 100،000 نسخة قبل اكتمالها. خلال الأشهر الستة الأولى من التوفر، جرى طباعة 300،000 نسخة في المجموع. في نهاية المطاف، استمر ESVSB في بيع أكثر من مليون نسخة.

### استجابة نقدية
أشاد آندي نسيلي، الذي كتب في مجلة الجمعية اللاهوتية الإنجيلية، بـ ESVSB:
هناك قائمة رائعة من القساوسة والمدرسين الإنجيليين يؤيدون بحماس ESVSB، لكن السبب الرئيسي لشهرته هو جودته المتميزة. اولا لا يوجد دراسة أخرى للكتاب المقدس تتطابق مع ESVSB من حيث الكمية أو النوعية.
ثانيا من الصعب التفكير في أداة أفضل شاملة تفيد غير الكتاب حيث هو سند غير المسيحيين والشباب المسيحيين والمسيحيين الناضجين".

### الجوائز
في عام 2009، أطلقت جمعية الناشرين الانجليين المسيحيين على ESVSB لقب أفضل كتاب مسيحي لهذا العام. وكانت هذه المرة الأولى الممتدة خلال ثلاثين عامًا التي منحت دراسة هذا الكتاب احد الالقاب بحيث في نفس العام أطلق العالم على ESVSB لقب كتاب العام.

## روابط خارجية
https://www.crossway.org/bibles/esv-study-bible-case/